# Thijs van Dam
Thijs van Dam, född den 5 januari 1997 i Delft, är en nederländsk landhockeyspelare som spelar som forward.

## Karriär
Thijs van Dam ingick i Nederländernas landhockeylag vid OS 2020 samt i det lag som tog guld vid OS 2024.